# B33 Zimbru
Der B33 Zimbru (Zimbru: dt.: Europäischer Bison) ist ein 8×8-Mannschaftstransportwagen aus rumänischer Produktion, der vom Fahrzeughersteller Automecanica Moreni produziert wurde. Nachfolger des B33 Zimbru ist der Saur 1, der allerdings nicht bei den rumänischen Streitkräften eingeführt wurde.

## Entwicklung
Der Radpanzer wurde als Nachfolgemodell des TAB-77 entwickelt. Die Sozialistische Republik Rumänien erhielt 1987 von der Sowjetunion die Erlaubnis, 70 BTR-80-Panzerfahrzeuge in Lizenz zu bauen. Das Fahrzeugdesign wurde weiterentwickelt und auf die Anforderungen der rumänischen Streitkräfte und die Möglichkeiten der heimischen Rüstungsindustrie zugeschnitten. Die Produktion wurde 1988 vom Fahrzeughersteller Automecanica Moreni aufgenommen und bis 1991 fortgesetzt. Die Herstellung ist abgeschlossen und das Modell wird nicht mehr vermarktet. Des Weiteren befindet sich der B33 Zimbru in der Ausphasung aus der Armee.

## Technik
Die beiden vorderen Achsen des amphibischen Allrad-Radpanzers sind lenkbar. Das Fahrzeug verfügt über ein zentrales Reifendruckregelsystem, mit welchem der Luftdruck in den Reifen während der Fahrt variiert werden kann, um den spezifischen Bodendruck auf den Oberboden einstellen zu können.
Das Fahrzeug wird von einem Viertakt-Achtzylinder-1240-V8-DTS-Motor von Roman Diesel angetrieben, der 280 PS leistet und im Heck verbaut ist. Die Höchstgeschwindigkeit auf der Straße beträgt ca. 85 km/h und die Reichweite gibt das Verteidigungsministerium mit 700 Kilometern an. Während der Fahrt konnte der Fahrer von seinem Platz aus über eine Hydraulikanlage die Abdeckung des Wasserstrahlantriebs öffnen und ein Schwallbrett auf dem Wannenbug ausklappen. Das Fahrzeug erreichte bei Fahrten im Wasser maximal 9 km/h. Um möglicherweise eingedrungenes Wasser im Schwimmbetrieb aus dem Fahrzeug pumpen zu können, waren eine Lenzpumpe sowie zwei Lenzventile installiert. Der B33 Zimbru kann mit den militärischen Transportflugzeugen Antonow An-22, Il-76 und Lockheed Hercules C-130 transportiert werden.

## Varianten

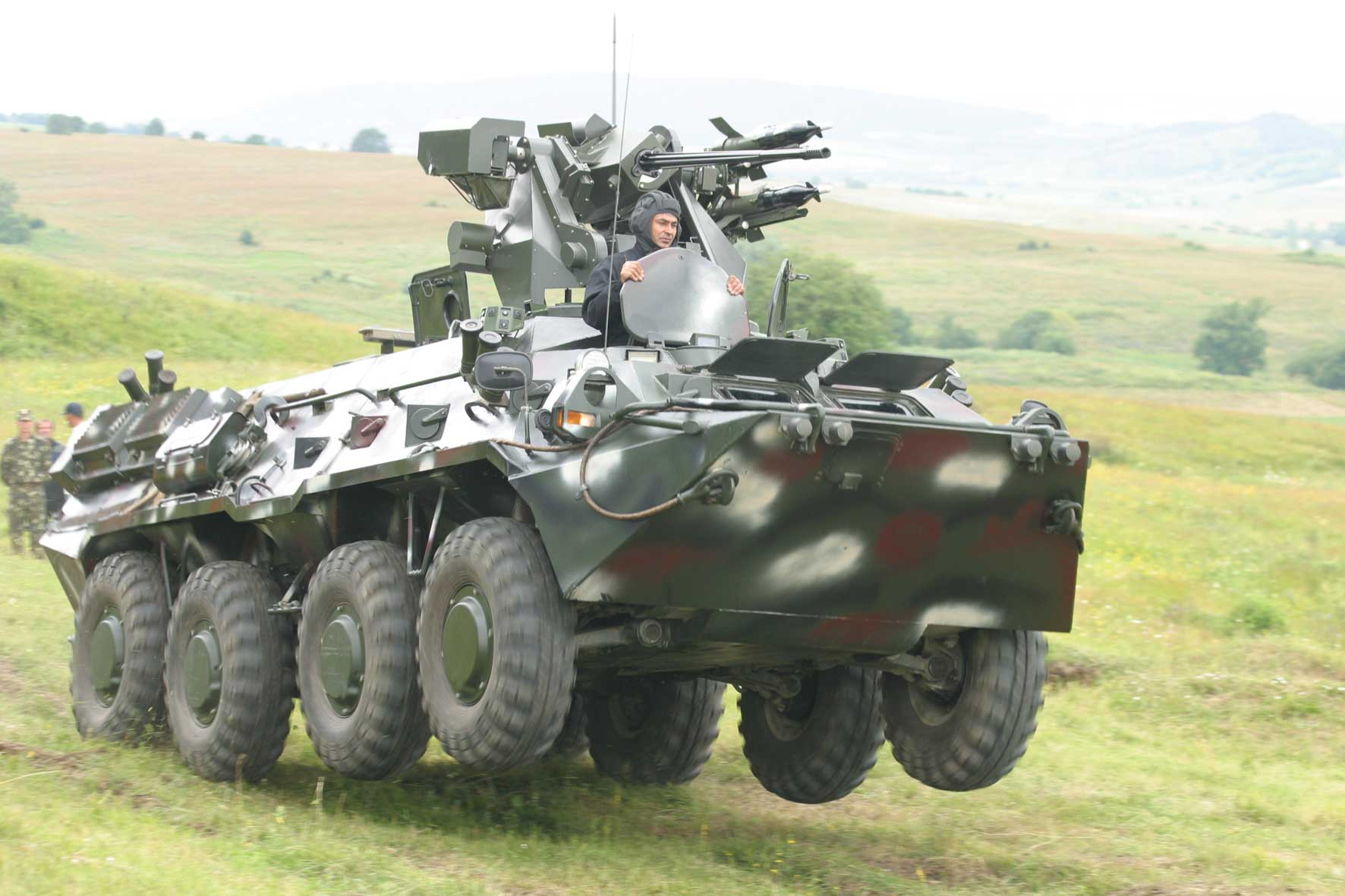
Prototyp des Zimbru 2000

- Zimbru 2000: Weiterentwicklung der B33 Zimbru mit einem größeren Innenraumvolumen für die Mannschaften. Die Bewaffnung besteht aus einer fernbedienbaren Waffenstation mit einer 25-mm- oder 30-mm-Maschinenkanone. Die Entwicklung des Zimbru 2000 ist abgeschlossen, Produktionsaufträge gingen jedoch keine ein.[3]
- Saur 1: Modernste Version des B33 Zimbru aus den 2000er-Jahren.

## Nutzer
- Rumänien: 69 B33 Zimbru im Jahr 2010.[4] Von den 70 ursprünglich gebauten Fahrzeugen wurde einer zum Zimbru-2000-Prototypen umgebaut.[2]